# Noget om de praktiserende læger i Danmark
|  | Denne artikel er oprettet af botten PalnaBot ud fra en ekstern database. Den kan derfor have sproglige fejl eller mangler. Denne skabelon kan fjernes efter kontrol af indholdet. |

Noget om de praktiserende læger i Danmark er en dokumentarfilm fra 2003 instrueret af Henning Carlsen efter manuskript af Henning Carlsen.

## Handling
Denne dokumentarfilm er en opfølgning på Henning Carlsens »Noget om det danske sygehusvæsen« (2001). Intentionen og metoden er den samme: At lade en række danske læger reflektere over deres fag og tingenes aktuelle tilstand - uden at blive afbrudt af næste hurtige indslag i en sensationslysten debat. 24 læger fortæller her om, hvorfor de er blevet praktiserende læger, om den traditionelle huslæge vs. den moderne, om at gøre raske mennesker syge, om medicinalindustrien og det permanente pres herfra, om forholdet mellem almen praksis og hospitalsvæsenet, om efteruddannelse, om en læges største udfordringer - og om fremtiden.